# Les Âmes du purgatoire

Les Âmes du purgatoire est une nouvelle de Prosper Mérimée publiée dans la Revue des Deux Mondes le 15 août 1834, puis republiée avec Colomba et La Vénus d'Ille en 1841 ainsi qu'en en 1842. Cette nouvelle est une version très rare du mythe de Don Juan : contrairement à la majorité des auteurs ayant écrit sur le personnage de Don Juan, Mérimée se réfère au personnage de Don Juan de Maraña, qui a réellement existé.

## Résumé
Don Juan est le fils espéré du comte don Carlos de Maraña qui veut faire de lui un homme brave tandis que sa mère rêve d’un fils pieux. C’est un enfant très gâté et élevé dans le luxe et l’abondance de biens. Dans sa jeunesse, il fut marqué par un tableau de Moralès qui représentait les tourments du purgatoire infligés à des pécheurs ; tableau qui ornait l’oratoire de la comtesse de Maraña, sa mère. A dix huit ans, Don Juan, doué pour la religion et les armes mais beaucoup moins pour le latin, fut envoyé à Salamanque dans l’une des plus prestigieuses écoles d’Espagne. Là, il fit la connaissance d’un étudiant qui le mit en garde d’un dénommé don Garcia. Don Garcia s’avèrera être le fils d’un ami de son père et prendra Don Juan sous son aile. 
Ensemble, les deux hommes décident de séduire deux sœurs : doña Fausta et doña Teresa de Ojeda. En tentant de les séduire, ils sont contraints de tuer don Cristoval et, au lieu de s’enfuir loin, ils sèment leur adversaire par la ruse. Les deux hommes vont parvenir à leurs fins. Don Juan se montre plus fidèle que Don Garcia mais il se lasse vite de cette jeune fille. Ses illusions sur l’amour sont remises en cause. Les deux hommes décident d’échanger leurs compagnes mais Fausta alerte la maison et son père, pensant tuer Don Juan, tire sur sa fille. Don Juan, dans sa fuite, assassine le père de Fausta. Les deux hommes doivent quitter le pays ; ils décident de s’en aller en Flandres sur le front.
Les deux seigneurs agissent alors sous les ordres du capitaine Gomare qui à sa mort lègue son argent à Don Juan afin qu’il lui fasse un enterrement chrétien. Nous pouvons voir que Don Juan n’est pas pieux mais qu’il a peur de l’enfer. De plus, il inspire la confiance pas tant par sa parole mais par comparaison avec son compagnon. Don Garcia décide de dépenser tout l’argent du commandant au jeu. Ils doivent partir au front et Don Garcia est tué.
Don Juan décide de retourner en Espagne, à Séville. Il tombe malade et dresse la liste de toutes ses conquêtes ainsi que des professions de leurs maris. Un de ses amis lui fait alors remarquer qu’il n’y a qu’une femme de Dieu qu’il n’a pas encore trompée ; il décide alors de séduire une nonne. Le dimanche, à l’église, il en trouve une fort à son goût et tente de l’approcher. Don Juan s’aperçoit que la religieuse n’est autre que doña Teresa qui refuse de se laisser séduire par son ancien amant ; il communique par message et ne cesse de se référer au Cid de Corneille. Elle finit par lui céder en mettant en place une stratégie pour s'évader du couvent. En attendant doña Teresa, Don Juan assiste à son propre enterrement, il prend peur et tombe malade, il fait appeler un prêtre pour se confesser. Cet homme lui conseille de se repentir immédiatement ; ce qu’il fait. Le point de rupture majeur entre les deux versions du mythe de Don Juan apparaît ici : celui de Mérimée se repent alors que celui de Molière ou de Mozart meurt impénitent. 
Don Juan décide alors d'entrer dans les ordres, il vend ses biens et fait construire une chapelle et un hôpital. Mais bien qu’il ait décidé d’arrêter de se battre, un inconnu, nommé don Pedro de Ojeda, venu venger son père et ses sœurs, le provoque en duel ; Don Juan ne peut refuser. L'inconnu en question est le meurtrier de Don Garcia, il voulait tuer Don Juan mais a manqué sa cible. Alors qu’il n’a plus pratiqué les armes depuis longtemps, Don Juan gagne le duel. Le père supérieur, pour éviter de ternir la réputation de son ordre, cache l’affaire à tous et Don Juan, désormais frère Ambroise dans les ordres, finit sa vie dans cette abbaye. À sa mort, il se fait enterrer au pied de l’autel de la chapelle qu’il a fait construire avec pour épitaphe : "Aquí yacen los huesos y cenizas del peor hombre que ha habido en el mundo. Ruegen a Dios por él." ("Ici reposent les os et les cendres du pire homme qui a été dans le monde. Priez Dieu pour lui").